# Lubomino
Lubomino (Duits: Arnsdorf) is een dorp in het Poolse woiwodschap Ermland-Mazurië, in het district Lidzbarski. De plaats maakt deel uit van de gemeente Lubomino.